# Drachenboot-Fun-Regatta Duisburg

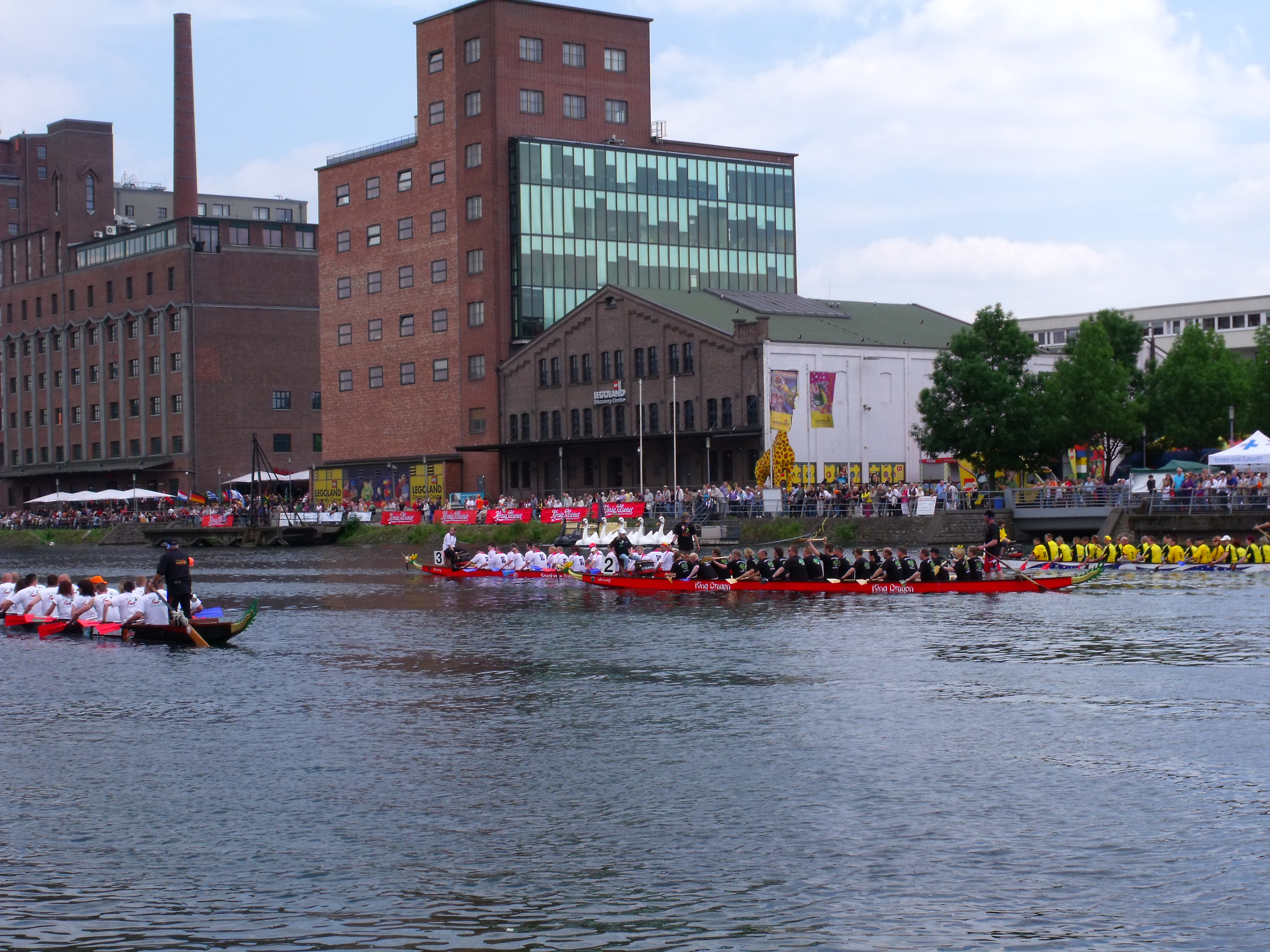
Drachenboote auf der Regatta am Innenhafen Duisburg

Die Drachenboot-Fun-Regatta in Duisburg ist eine jährlich stattfinde Sportveranstaltung im Innenhafen Duisburg. Nach dem Guinness-Buch der Rekorde ist sie die größte Drachenboot-Fun-Regatta der Welt. Parallel zu der Regatta findet ein internationales Hafenfest am Innenhafen statt. Es findet immer an einem Wochenende im Juni statt.

## Ablauf

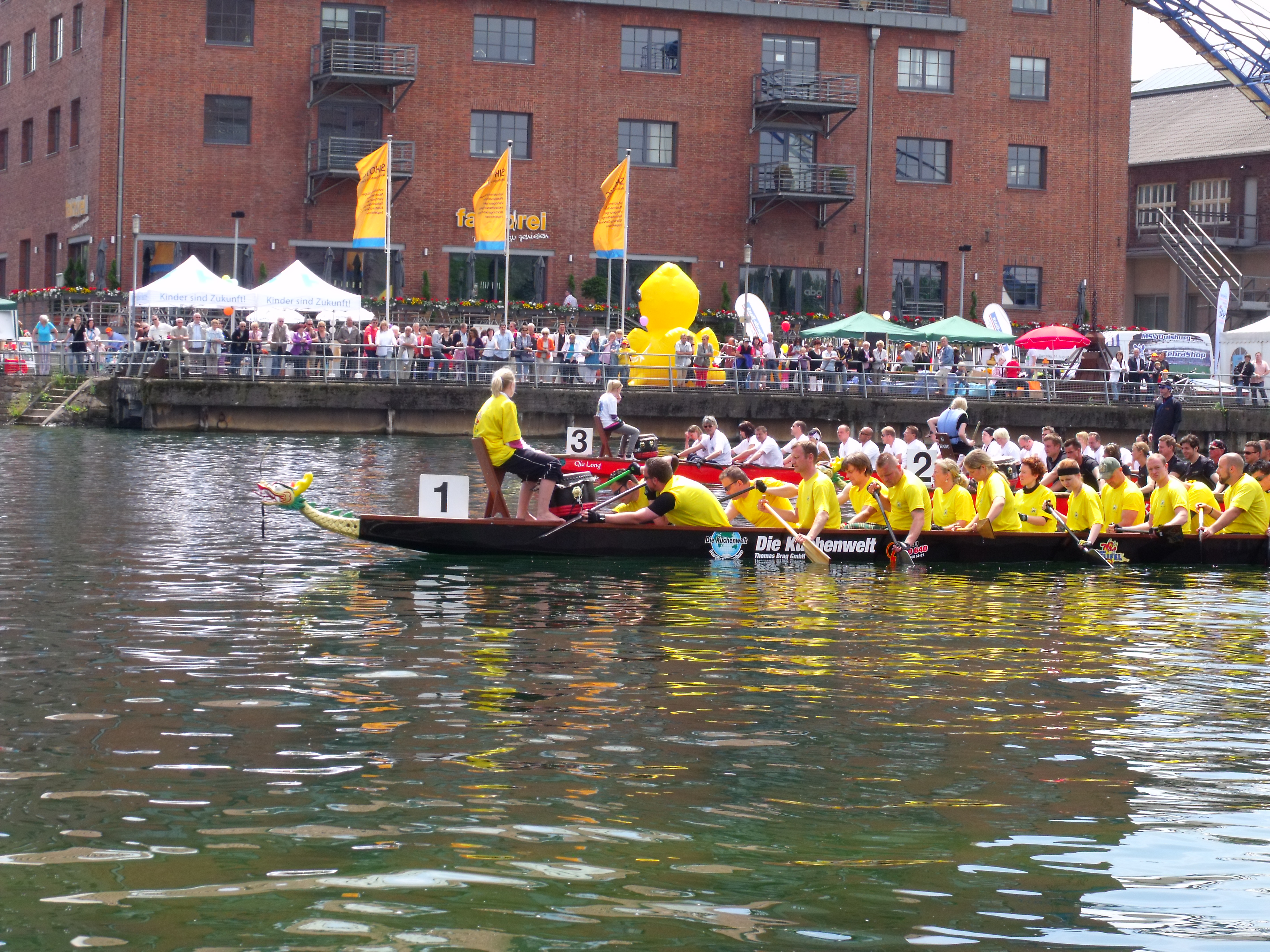
Langes Drachenboot mit Drachenkopf

Jedes Jahr nehmen ca. 170 Mannschaften und 3500 Teilnehmer aus verschiedenen Ländern an der Regatta teil und veranstalten ca. alle 7 Minuten ein Wettrennen. Die Personen auf den Drachenbooten sind teilweise verkleidet und werden durch einen Trommler begleitet. Neben Profisportlern treten auch Amateure, Firmen und Vereine an. Am Samstag gibt es auch ein Rennen mit Prominenten und ein Stand-Up-Paddling-Turnier ("König-Pilsener-Challenge). Am Ende gibt es eine Siegerehrung. Jeder kann ohne Kosten und ohne Anmeldung zuschauen.

## Geschichte
Die erste Regatta fand im Jahr 2000 statt. 2005 schaffte die Regatta es als größte Drachenboot-Fun-Regatta ins Guinness-Buch der Rekorde. 2019, zum 20. Jubiläum, ging das größte Drachenboot der Welt an den Start.